# Merv
Merv (türkmén nyelven: Merw, Мерв, perzsa nyelven: مرو; Marro, Marv) oázis és város Közép-Ázsiában, Türkmenisztánban, a történelmi selyemút mellett, Mary közelében.
Számos város létezett ezen a kultúra és a politika cseréje szempontjából jelentős stratégiai értékű helyszínen. Az ókori Merv helyét az UNESCO világörökségi helyszínként sorolja fel.

## Története
Mervet Délnyugat-Közép-Ázsia egyik legfontosabb városaként tartották számon, egykori neve Kaucsut-Khan-Kala volt. Lakói oroszok, örmények, bokharaiak és khívaiak voltak, akik a földművelésen kívül szőnyeg- és selyemkelmeszövéssel foglalkoztak.
Az "Ősi Merv" ma egy nagy régészeti park, amely bronzkori központok (i. e. 2500–1200), mint például Kelleli, Adji Kui, Taip, Gonur és Togoluk; valamint vaskori (i. e. 1200–300), mint például Yaz/Gobekli Depes és Takhirbaj Depe; a történelmi városközpont és a középkori város, Abdullah Khan Kala maradványait tartalmazza.
A régi Merv a maitól 27 km-re feküdt, romjai 46 km² területen szétszórva találhatók, és három korszakhoz tartoznak. A legrégibb Gyaur-Kala, északkeleten a szasszanidák és arabok Merve volt; ehhez csatlakozott délnyugaton a szeldzsukok Merve, Szultán-Kala és még tovább délnyugatra Bairam-Ali-Khan-Kala, amelyet 200 évvel ezelőtt a bokharai emír dúlt föl.
Merv igen régi település; már a Zend-Aveszta is említést tett róla. Az ókori perzsa birodalom megdőlése után a makedóniai birodalom része, majd az 5–8. század között nesztóriánus keresztény ország volt. Az arab uralom alatt fontos szellemi középpont lett könyvtárakkal és kórházakkal. Virágzásának tetőpontját a 11. században érte el.
Később a Toluj kán vezérlete alatt álló mongolok dúlták fel. 1505-ben az üzbégek szállták meg, 1510-ben a perzsáké, majd 1790-ben a szarikoké lett. Mivel tőlük a perzsák nem tudták visszafoglalni, 1795-ben átvágták a várost vízzel ellátó tó töltését, ezért lakosainak el kellett hagyniok a várost, és ekkor egy új Mervet alapítottak. 1856-ban a tekketurkománok foglalták el, és rablóbarlanggá és a rabszolga-kereskedés középpontjává tették. 1884-ben pedig az oroszok kerítették hatalmukba.

## Régészeti feltárások
A helyszínen 1890 óta folytak időnként amerikai, orosz és szovjet régészeti ásatások. 1992–2000 között a Nemzetközi Merv-projekt (IMP) részeként kilenc éven át folytak itt ásatások és felmérések – az Egyesült Királysági Egyetem és a volt Türkmenisztán Tudományos Akadémia együttesen képviselték, irányítók: dr. St. J. Simpson (Department of the Ancient Near East), dr. G. Herrmann és dr. K. Kurbansakhatov.
Merv régészeti jelentősége elsősorban a Közép-Ázsiában és Iránban található nagyvárosban található politikai, földrajzi és anyagi kultúra közötti kölcsönhatásban rejlik. Fontos betekintést nyerhetünk a város hosszú időn át való kialakulásába, és abba, hogy milyen jelentős változások történtek a térhasználattal kapcsolatban.
Az ásatások során kivételesen jól megőrzött erődítményeket tártak fel, köztük a városfalakat. Feltárták a Szászánida-korszakhoz tartozó két lakóterületet, melyek közül az egyik a fellegvárban, a másik az alsóvárosban feküdt. Az 5. századból származó gyapotmagok felfedezése arra utal, hogy a pamut és textilgyártás a város fontos gazdasági eleme volt. A tégelytartalmú acél gyártására szakosodott 9. és 10. századi műhely felfedezése pedig egy újabb jelentős eredmény volt, mivel ez nemcsak az acélgyártás legkorábbi azonosítása, hanem részletesen megerősíti a korai iszlám írók által leírt technikai folyamatokat is. A középkori városban végzett további ásatások kimutatták az erődítmények drasztikus újjáépítését és Merv 1221-es elsöprő mongol támadásának utóhatásait, amelyek az egykori Szeldzsuk-erődítmény életszínvonalának jelentős csökkenését eredményezték.
Úgy tűnik, hogy Merv városát Nagy Kürosz (559–530) alapította, abban az időben, amikor ez a régió a keleti Akhaimenida Birodalom része volt. Az Akhaimenidák maradványait mélyen a későbbi foglalkozási szintek alatt fedezték föl. Az oázis északi részén végzett egyéb régészeti felmérések és ásatások a falu és a városi élet nagy kiterjedéseit tárták fel. A régió egy olyan jellegzetes bronzkori kultúra részeként virágzott, amelyet Baktria-Margiána régészeti komplexusnak (BMAC) ismertek, és szoros kapcsolatban állt Kelet-Iránnal.
Néhány későbbi másodlagos forrás ellenére nincs megbízható bizonyíték arra, hogy Nagy Sándor (i. e. 356–323) valaha is Mervbe látogatott, bár az Akhaimenida Birodalom megdöntését követően északon és keleti irányban kampányolt.